# Елизабета Рос
Елизабета Рос (енгл. Elizabeth Ness MacBean Ross; Лондон, 14. фебруар 1878 — Крагујевац, 14. фебруар 1915), докторка из Лондона (шкотског порекла), добровољно се јавила и дошла у Крагујевац да лечи тешко оболеле од тифуса за време Првог светског рата.

## Увод
Почетком 1915. године, након неколико тешких и ратних месеци, Србија се нашла у веома тешкој ситуацији. Земља је била разорена и значајно опустошена, владали су глад и немаштина, било је много рањеника, а лекара и медицинског особља веома мало. Ратној беди придружила се и епидемија пегавца, која је однела велики број жртава. Од пегавца је оболео и већи број болничара и лекара. Епидемија је обухватила и цивилно становништво. Оскудицу санитетског кадра, донекле су попунили страни лекари (200 лекара и 500 школованих сестара). У Србију тада долазе лекари из Русије, Француске, Енглеске. Осим лекара, у Србију долазе и хуманитарне организације и медицинске мисије из Велике Британије, углавном са женским особљем. Међу њима су се истицале Болнице шкотских жена (Scottish Women's Hospital)
Улогу главне болнице у Београду после његовог пада преузеле су болнице у Нишу, Крагујевцу и Скопљу. На челу санитета налазио се пуковник др Лазар Генчић.
Највећи центар, а уједно и седиште Врховне команде, било је у Крагујевцу.

## Живот и рад
Др Елизабета Рос (Elizabeth Ness MacBean Ross) рођена је 14. фебруара 1878. године у Лондону. Њена фамилија потиче из северне Шкотске из места Тејн (Tain). Породица јој је била имућна. Отац је био директор Шкотске банке у Лондону. Већи део детињства провела је у свом граду. Након завршене средње школе одлази у Глазгов где 1896. године уписује медицински факултет. Студирала је на Колеџу Краљице Маргрете (The Queen Margaret College). Дипломирала је 1901. године, као једна од првих жена у држави. По завршеним студијама радила је као доктор у свом Таину (Tain), а затим на острву Колонсеј (Colonsay). Авантурстичког духа, слободоумна и храбра, жељна новог сазнања, др. Елизабета Рос се 1909. године запутила у Персију (Иран). Враћа се у Шкотску 1910. године и прихвата посао бродског лекара на броду (Glasgow Line) за Индију и Јапан. Била је прва жена бродски хирург у Британији. Међутим, након поновног позива из Персије, докторка Рос се вратила тамо где је живела и радила до избијања Првог светског рата.

## Долазак у Србију
Кад је чула да у Србији нема довољно доктора и медицинских сестара, била је веома дирнута и одлучила је да помогне. Понудила се да дође иако је владала епидемија тифуса. Пријавила се као добровољац и под покровитељством владе Русије долази у Србију средином јануара 1915. године. Била је свесна да долази у пакао и да ће сигирно и она оболети. У земљи је тада било тек 200 лекара и већина је додељена војци. Најпре је отишла у Ниш, а одатле су је послали у Крагујевац, кога су због тифуса називали Мртвим градом. Била је лекар у Првој резервној војној болници у Крагујевцу, а та болница са 200 постеља била је претворена заправо у заразну болницу, коју је водио мајор др Димитрије Антић (1874–1955), касније професор Медицинског факултета у Београду.

## Рад у Првој резервној болници у Крагујевцу
Кад је Елизабет стигла, у болници је било око 200 болесника, а сви лекари и болничарке су или умрли, или лежали међу пацијентима. Иако свесна свих опасности, др Рос се предала послу. Била је изузетно храбра, и знала је да нема много шансе да преживи јер је туфус био веома распрострањен. Почетком јануара 1915. у Крагујевац је стигла и прва јединица Болнице шкотских жена (Scottish Women's Hospital). У I резервној војној болници Шкотланђанке су сусреле своју земљакињу др Елизабету Рос, која је ту радила као добровољац и са којом су се одмах спријатељиле. Само недељу дана по доласку у Крагујевац, и др Елизабета Рос почела је да осећа прве знаке тифуса Радила је сама у тешким условима остајући са болесницима све док је могла да стоји на ногама. Како у њеној болници није било сестара, помоћ јој је притекла особље Болнице шкотских сестара. Бригу о њој водила је др Френсис Бејкфилд (Frances Vakefield) и медицинске сестре Луиза Џордан (Louisa Jordan), Меџ Нил-Фрејзер (Madge Neill-Fraser), Агнес Минишул (Agnes Minishull) које су се добровољно јавиле. После 13 дана борбе са тифусном грозницом умрла је 14. фебруара 1915. на свој 37. рођендан
О раду и залагању др Елизабете Рос, др Антић је записао: „Дужност ми је, а и место је овде, да споменем са особитим пијететом име једне странкиње, колегинице из Шкотске, мис Елизабет Рос, која, као добровољац, баш у најтежим моментима, беше притрчала мојој болници у помоћ. Она је, без икаквог страха за свој живот, дан и ноћ, неуморно лечила болесне војнике од пегавца. Око ње је све падало; она је то гледала својим очима и била је свесна да и њој иста судбина предстоји; али, и покрај мојих молби и опомена, да се поштеди, вршила је она своју тешку и узвишену дужност до краја неустрашиво. На жалост, брзо је дошло оно, што је било неизбежно: инфицирала се Мис Рос пегавцем. Још је храбрија била у болести: она је мирно, нечујно лежала, тешко болесна, у врло скромној болесничкој собици. Жалила је само: зашто није могла још дуже времена да указује своју помоћ нашим болесним војницима!”.
Др Елизабета Рос је уз све војне почасти сахрањена на гробљу у Крагујевцу, фебруара 1915. године. Сахрани су прусуствовали изасланици Престолонаследника, Владе, Врховне Команде, Црвеног Крста, страни војни аташеи, сви лекари, лекарска мисија Шкотских жена, многобројни официри и грађани. Политика је 09.02.1915. године на насловној страни објавила вест о смрти и сахрани др Елизабете Рос.
У знак захвалности и поштовања према др Елизабет Рос, у Крагујевцу једна улица носи њено име, а омладинска теренска јединица Црвеног крста Крагујевац зове се Теренска јединица Др Елизабет Рос.
Поред Елизабет Рос, у заједничкој гробници на Варошком гробљу у Kрагујевцу сахрањене су Лорна Ферис и Мејбел Дирмер.